# 韓国観音霊場
韓国観音霊場（からくにかんのんれいじょう）は、韓国に開創された観音霊場である。

## 概要
昭和52年（1977年）頃から京都府長岡京市の海印寺と韓国の海印寺の関連を調査していた柳谷観音楊谷寺の日下梯宏住職は、韓国の寺院を参拝する都度多くの寺院で観音菩薩が祀られている事を目にし、韓国に観音信仰が根付いていることに気づいた。
過去に京都洛西観音霊場の再興に関わった経験から、同様の観音霊場を韓国に開創することを発願する。
韓国最大の宗派である曹渓宗に協力を仰ぎ、50ヶ寺の寺院の紹介を受ける。1982年から1983年にかけて各寺院を訪れ、観音霊場札所開創を願い出た。各寺院に札所を定めて巡拝する形式の巡礼が日本独自の信仰であることから、韓国にはその習慣がなく、承諾を得るのに苦労したようである。結果、客番4ヶ寺を含めた37ヶ寺をもって昭和59年（1984年）に開創した。各札所用に納経印が作られ、各寺院に配布された。
開創当初は巡拝し満願を果たす巡礼者も出ていたが、継続的なケアが不足していたのか、2000年ごろからは札所寺院自身の多くがその存在を忘れていくようになり、2008年に曹渓宗が韓国観光公社と共に

## 霊場一覧
| 札所 | 寺号     | 宗派   | 所在地           | 所在地           |
| ---- | -------- | ------ | ---------------- | ---------------- |
| 1    | 曹渓寺   | 曹渓宗 | ソウル特別市     | 鐘路区           |
| 2    | 道詵寺   | 曹渓宗 | ソウル特別市     | 江北区           |
| 3    | 奉恩寺   | 曹渓宗 | ソウル特別市     | 江北区           |
| 4    | 普門寺   | 曹渓宗 | 仁川広域市江華郡 | 仁川広域市江華郡 |
| 5    | 伝燈寺   | 曹渓宗 | 仁川広域市江華郡 | 仁川広域市江華郡 |
| 6    | 神勒寺   | 曹渓宗 | 京畿道           | 驪州市           |
| 7    | 龍珠寺   | 曹渓宗 | 京畿道           | 華城市           |
| 8    | 法住寺   | 曹渓宗 | 忠清北道報恩郡   | 忠清北道報恩郡   |
| 9    | 修徳寺   | 曹渓宗 | 忠清南道         | 礼山郡           |
| 10   | 麻谷寺   | 曹渓宗 | 忠清南道         | 公州市           |
| 11   | 皐蘭寺   | 曹渓宗 | 忠清南道         | 扶余郡           |
| 12   | 無量寺   | 曹渓宗 | 忠清南道         | 扶余郡           |
| 13   | 灌燭寺   | 曹渓宗 | 忠清南道         | 論山市           |
| 14   | 甲寺     | 曹渓宗 | 忠清南道         | 公州市           |
| 15   | 東鶴寺   | 曹渓宗 | 忠清南道         | 公州市           |
| 客番 | 金山寺   | 曹渓宗 | 全羅北道         | 金堤市           |
| 16   | 内蔵寺   | 曹渓宗 | 全羅北道         | 井邑市           |
| 17   | 大興寺   | 曹渓宗 | 全羅南道         | 海南郡           |
| 18   | 興国寺   | 曹渓宗 | 全羅南道         | 麗水市           |
| 19   | 松広寺   | 曹渓宗 | 全羅南道         | 順天市           |
| 20   | 華厳寺   | 曹渓宗 | 全羅南道         | 求礼郡           |
| 21   | 双磎寺   | 曹渓宗 | 慶尚南道         | 河東郡           |
| 22   | 海印寺   | 曹渓宗 | 慶尚南道         | 陜川郡           |
| 客番 | 龍門寺   | 曹渓宗 | 慶尚南道         | 海南郡           |
| 23   | 直指寺   | 曹渓宗 | 慶尚北道金泉市   | 慶尚北道金泉市   |
| 24   | 把渓寺   | 曹渓宗 | 大邱広域市東区   | 大邱広域市東区   |
| 25   | 桐華寺   | 曹渓宗 | 大邱広域市東区   | 大邱広域市東区   |
| 26   | 石窟庵   | 曹渓宗 | 慶尚北道慶州市   | 慶尚北道慶州市   |
| 客番 | 仏国寺   | 曹渓宗 | 慶尚北道慶州市   | 慶尚北道慶州市   |
| 27   | 芬皇寺   | 曹渓宗 | 慶尚北道慶州市   | 慶尚北道慶州市   |
| 28   | 通度寺   | 曹渓宗 | 慶尚南道梁山市   | 慶尚南道梁山市   |
| 29   | 梵魚寺   | 曹渓宗 | 釜山広域市金井区 | 釜山広域市金井区 |
| 30   | 観音寺   | 曹渓宗 | 済州特別自治道   | 済州市           |
| 客番 | 山房窟寺 |        | 済州特別自治道   | 西帰浦市         |
| 31   | 月精寺   | 曹渓宗 | 江原特別自治道   | 平昌郡           |
| 32   | 洛山寺   | 曹渓宗 | 江原特別自治道   | 襄陽郡           |
| 33   | 新興寺   | 曹渓宗 | 江原特別自治道   | 束草市           |